# Cortés
Cortés – departament w północno-zachodnim Hondurasie, nad Morzem Karaibskim. Zajmuje powierzchnię 3954 km². W 2001 roku departament zamieszkiwało ok. 1,2 mln mieszkańców.
Składa się z 12 gmin:
- Choloma
- La Lima
- Omoa
- Pimienta
- Potrerillos
- Puerto Cortés
- San Antonio de Cortés
- San Francisco de Yojoa
- San Manuel
- San Pedro Sula
- Santa Cruz de Yojoa
- Villanueva